# Cristián Torres
Cristián Camilo Torres (12 oktober 1991) is een Colombiaans wielrenner.

## Carrière
In 2016 behaalde Torres zijn eerste UCI-overwinning door in de tweede etappe van de Vuelta Independencia Nacional met een voorsprong van 45 seconden solo over de finish te komen. Rafael Merán en Matthieu Jeannès eindigden op plek twee en drie.

## Overwinningen
2016
2e etappe Vuelta Independencia Nacional